# Korallnäbbad markgök
Korallnäbbad markgök (Carpococcyx renauldi) är en fågel i familjen gökar inom ordningen gökfåglar. Den förekommer i delar av Sydostasien. Arten minskar i antal, så pass att IUCN listar den som starkt hotad.

## Utseende och läte
Korallnäbbad markgök är en mycket stor fasanliknande gök med ett attraktivt utseende. Ovansidan är blågrå, undersidan ljusgrå. Ben och näbb är lysande röda. Huvuden är mörkt, med det ljusa ögat omgivet av blå bar hud. Den långa stjärten kan uppvisa både blå och violetta toner. Hanen avger en spöklik lång vissling som stiger på mitten och faller av mot slutet.

## Utbredning och systematik
Fågeln förekommer i sydöstra Thailand, Laos, Kambodja och Vietnam. Den behandlas som monotypisk, det vill säga att den inte delas in i några underarter.

## Levnadssätt
Korallnäbbad markgök hittas just på marken i skogar i låglänta områden och lägre bergstrakter. Där kan den trots sin storlekvara svår att få syn på i undervegetationen.

## Status
Arten tros minska kraftigt i antal till följd av tilltagande jakt och omfattande skogsavverkningar. Internationella naturvårdsunionen IUCN betraktar den som utrotningshotad, placerad i kategorin starkt hotad.

## Bildgalleri

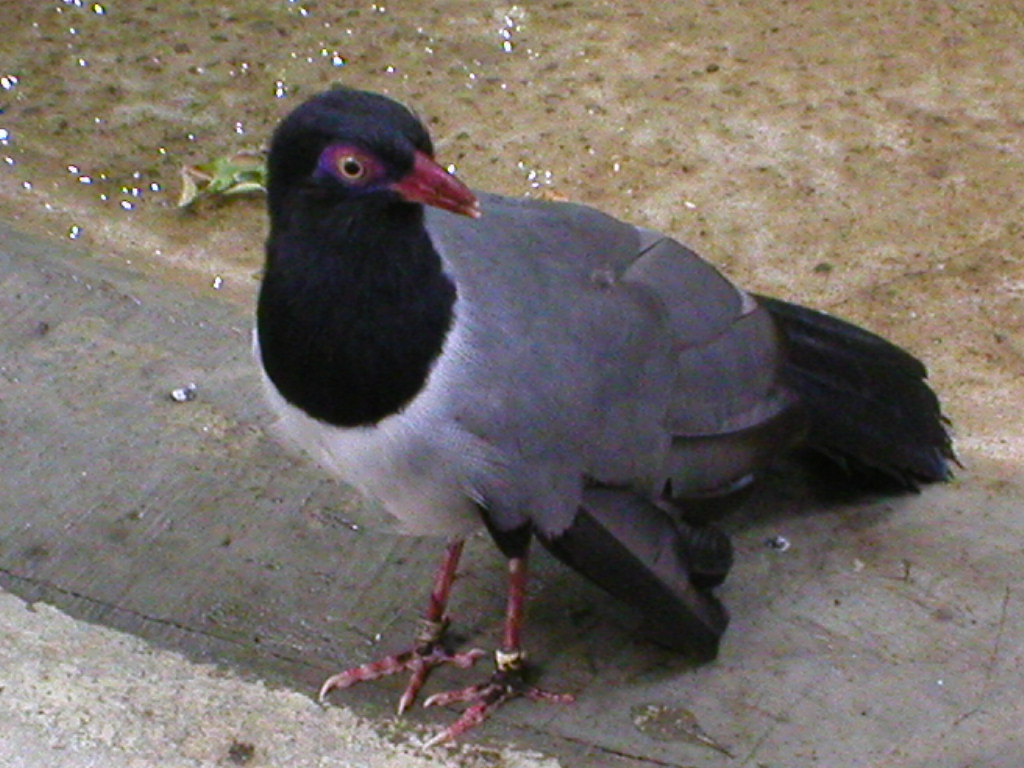
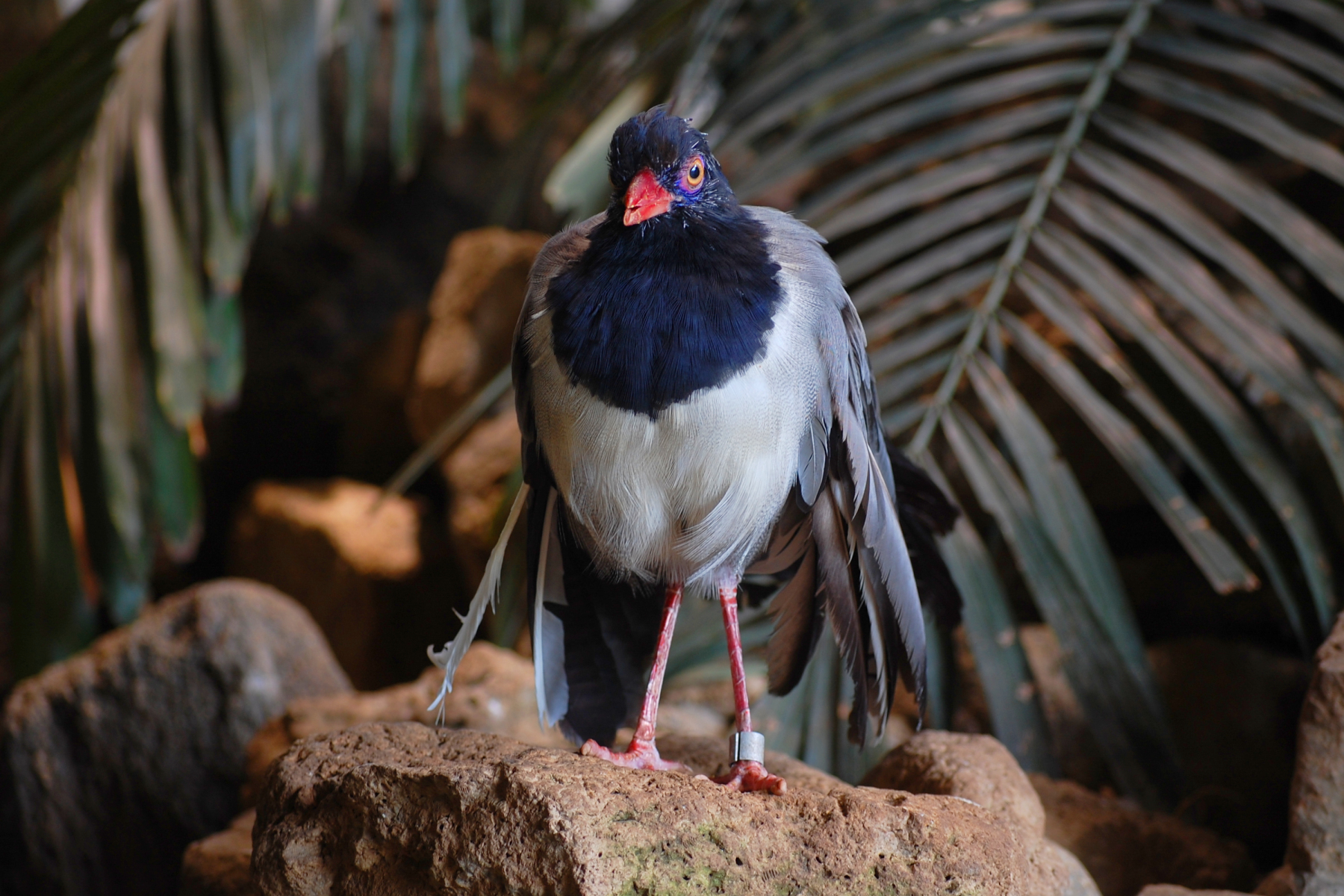
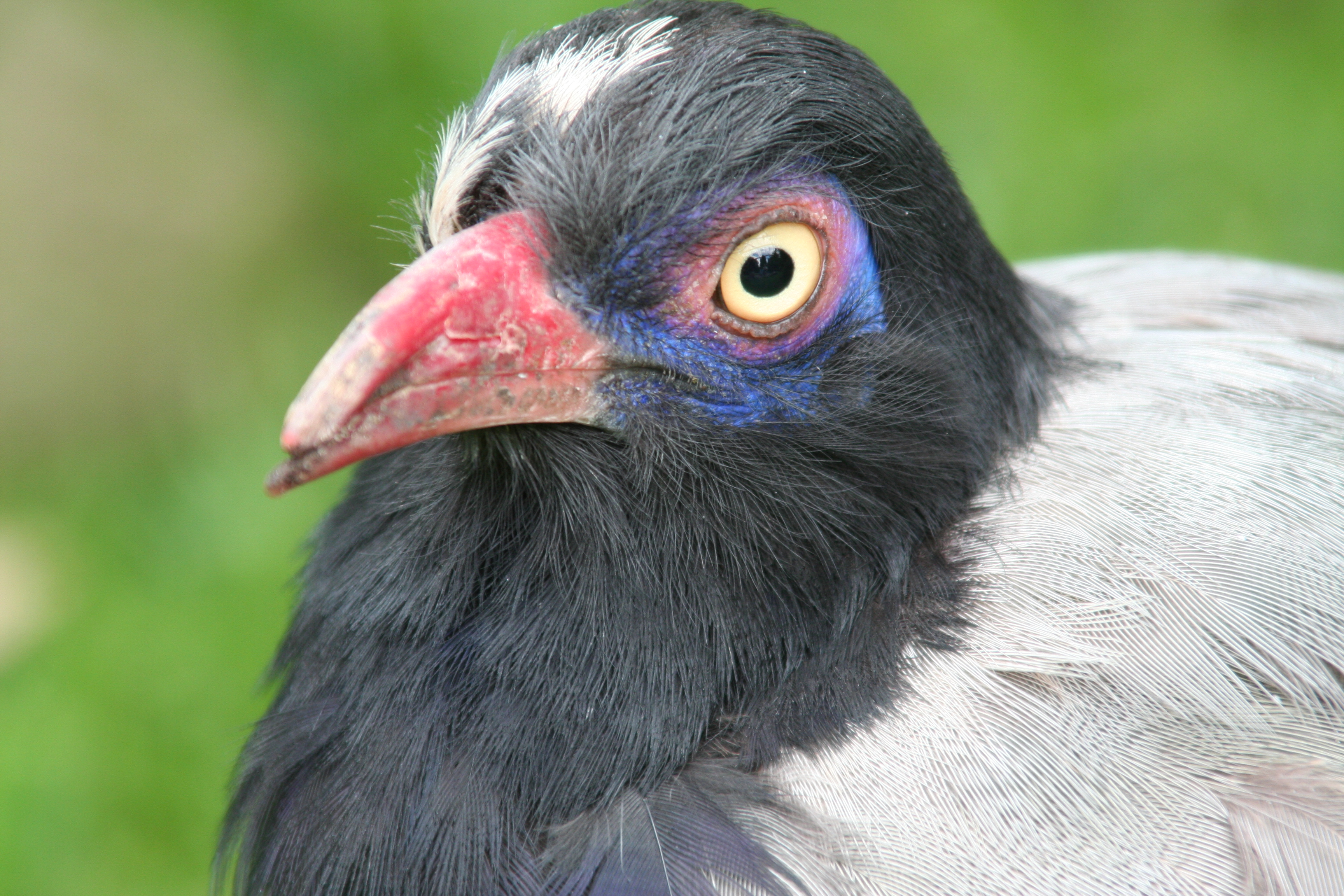

## Namn
Fågelns vetenskapliga artnamn hedrar P. Nicolas Renauld (1839-1898), fransk missionär verksam i Annam i Franska Indokina.